# Parc national de Pench (Maharashtra)
Pour les articles homonymes, voir Parc national de Pench.
Le parc national de Pench (Pench National Park en anglais et पेंच राष्ट्रीय उद्यान en marathi) est situé dans l'État du Maharashtra en Inde. Il est adjacent avec le parc national de Pench au Madhya Pradesh voisin et fait partie du programme de conservation environnemental Project Tiger, mené par le gouvernement indien.
C'est la zone ou se déroule l'intrigue du Livre de la jungle.